# Callitriche palustris
Callitriche palustris és una espècie de planta aquàtica herbàcia anual de la família plantaginàcies (segons APG II) o cal·litricàcies (segons la classificació de Cronquist).

## Descripció
És una herba petita, de com a molt 30 cm, normalment submergida parcialment. Les fulles submergides són estretament linears però poden tenir una roseta apical de fulles una mica més amples que suren a la superfície de l'aigua. De vegades hi ha individus terrestres sobre sòls molt humits amb caràcters una mica diferents. Són distintius els seus fruits obovats amb els lòbuls alats només a l'àpex. Floreix des de la primavera a la tardor. Les flors unisexuals, solitàries, apareixen enfrontades a les axil·les de les fulles aèries. Normalment una masculina davant d'una femenina, encara que es poden donar altres combinacions.

## Distribució i hàbitat
Aquesta espècie concretament viu normalmemt en aigües netes i oligotròfiques de l'interior d'Europa, incloent els Països Catalans on viu només als Pirineus, a l'estatge subalpí i part superior de l'Estatge montà, per exemple en alguns estanys del Parc Nacional d'Aigüestortes. Viu en aiguamolls i les vores de basses i llacs fins a una fondària de 30 cm aproximadament.

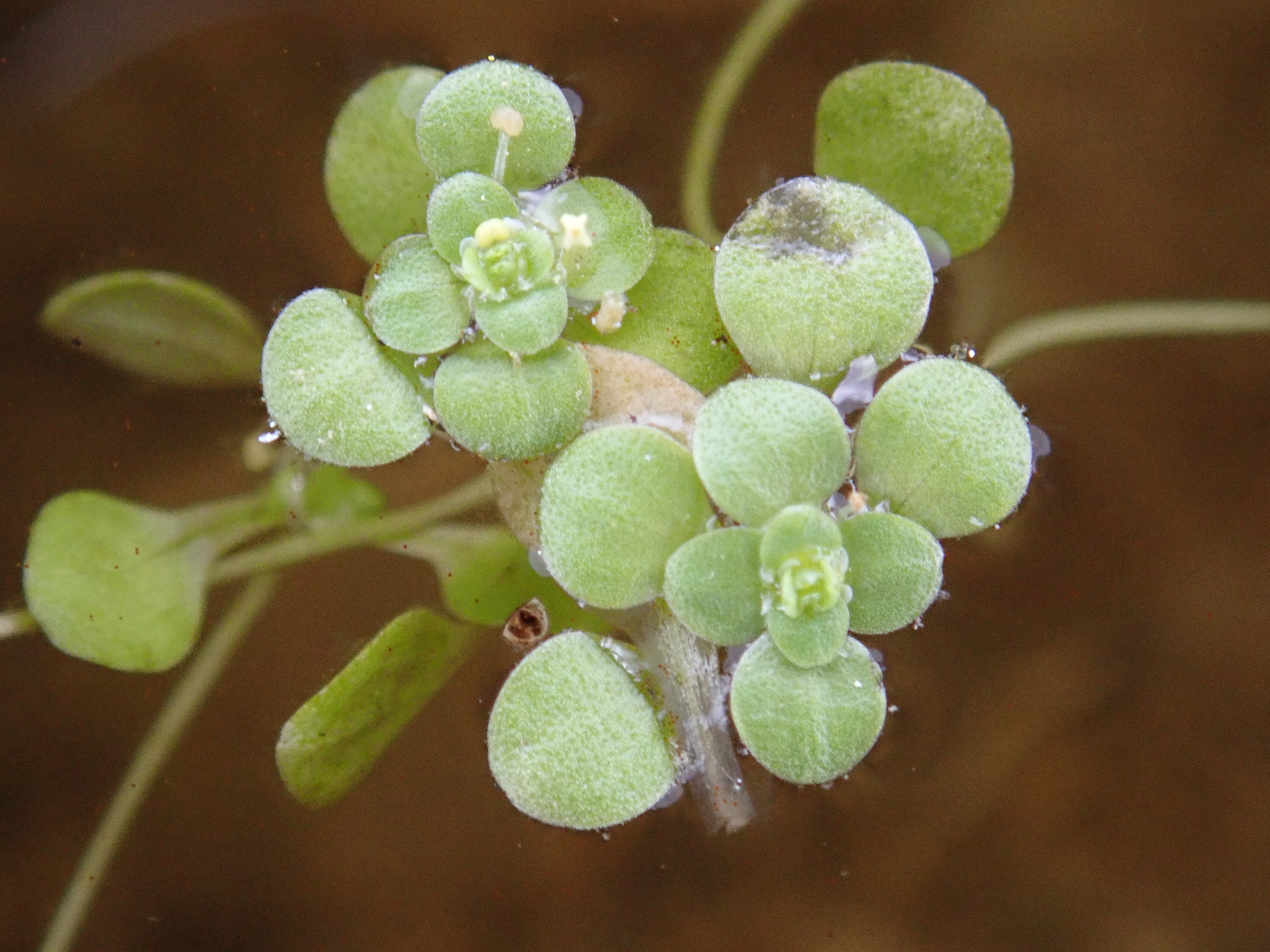
fulles surant amb 2 flors enfrontades: una masculina i una femenina al davant.
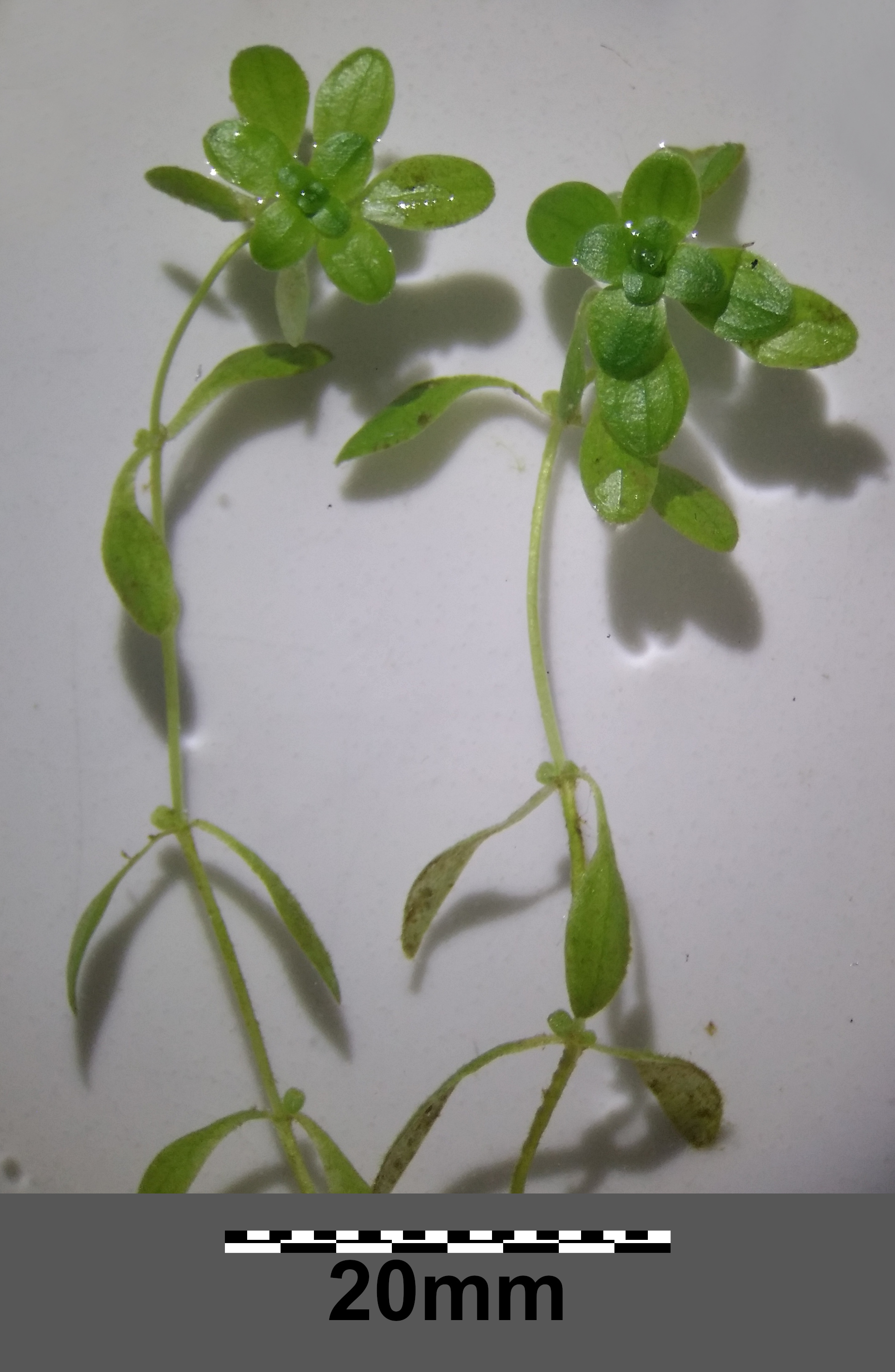
exemplar mostrant els diferents tipus de fulles: unes submergides i altres flotants.
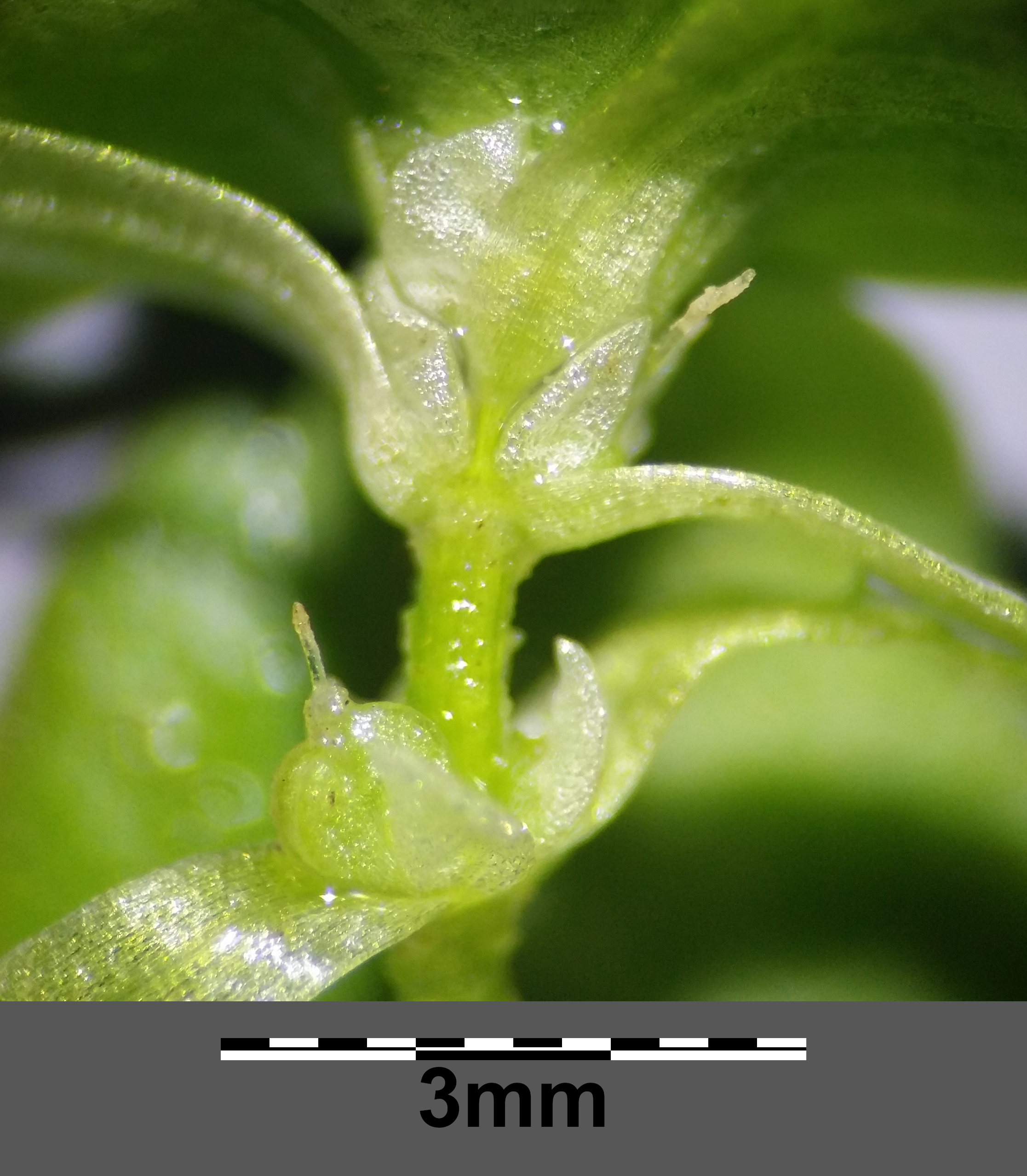
Detall de la flors on s'observen les bràctees membranoses que formen el periant i que amaga un ovari o un estam.
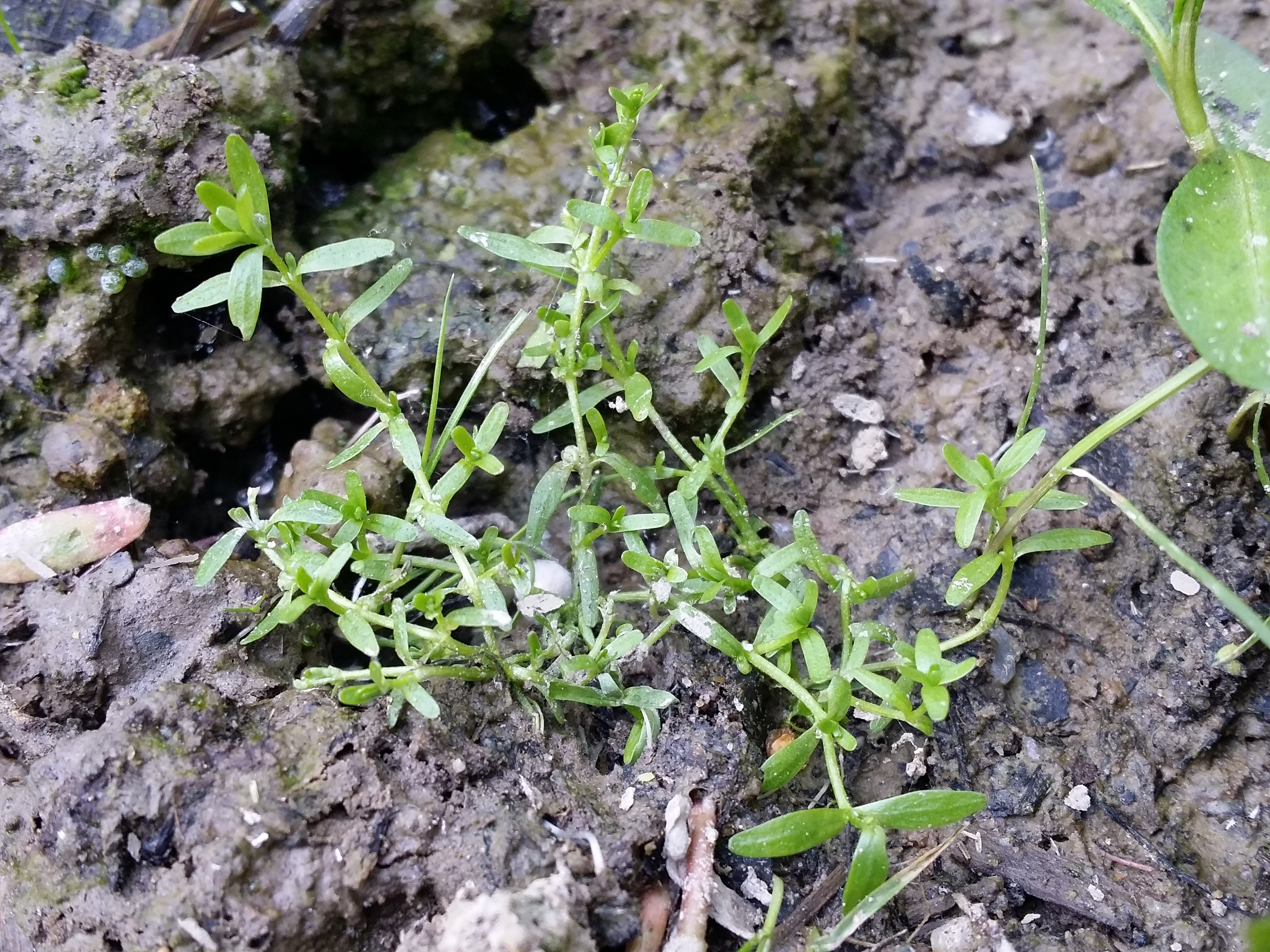
exemplar terrestre.

## Taxonomia
Com s'esmenta a l'article del gènere Callitriche és força complex de determinar correctament. Callitriche palustris va ser descrita per Linné el 1753. Ell mateix va descriure un altre exemplar el 1755 sota el nom de Callitriche verna que es considera un sinònim heterotípic d'aquesta espècie, ja que posteriorment s'ha arribat a la conclusió que els dos exemplars descrits corresponien a la mateixa espècie.
El tàxon Callitriche stagnalis Scop. és l'espècie més comuna de cal·lítrique de les parts baixes dels Països Catalans, incloent algunes poblacions a les Illes Balears. La majoria de fonts consultades la considera una espècie acceptada., però segons alguns autors es podria considerar una subespècie de C.palustris: 
- Callitriche palustris subsp. stagnalis (Scop.) Schinz & Thell. (1905)